# Xylocopa coronata
Xylocopa coronata är en biart som beskrevs av Smith 1861. Xylocopa coronata ingår i släktet snickarbin, och familjen långtungebin. Inga underarter finns listade i Catalogue of Life.